# Dimitri Logothetis
Dimitri Logothetis est un réalisateur, producteur, acteur et scénariste gréco-américain

## Filmographie

### Réalisateur
- 1987 : Pretty Smart
- 1988 : Terreur à Alcatraz (Slaughterhouse Rock)
- 1989 : Champions Forever
- 1990 : The Closer
- 1993 :  Sexe attitudes (Body Shot)
- 1996 : Hungry for You
- 1996 : Cheyenne
- 1998 : Air America (pilote série télévisée)
- 1999 : Code Eternity (Code Name: Eternity) (série télévisée)
- 2004 : The Lost Angel
- 2018 : Kickboxer : L'Héritage (Kickboxer: Retaliation)
- 2020 : Jiu Jitsu
- 2024 : Gunner

### Producteur
- 1986 : Hardbodies 2
- 1992 : La Nuit déchirée (Sleepwalkers)
- 1993 : Body Shot
- 1996 : Club V.R.
- 1996 : Cheyenne
- 1999 : Code Eternity ("Code Name: Eternity") (série télévisée)
- 2016 : Kickboxer (Kickboxer: Vengeance) de John Stockwell

### Acteur
- 1976 : Victoire à Entebbé (Victory at Entebbe) (TV) : Young Soldier
- 1977 : New York, New York : Hotel Desk Clerk
- 1977 : Bande de flics (The Choirboys) : Card player
- 1978 : Dracula's Dog : Corporal
- 1994 : Beretta's Island : Interpol Agent
- 1996 : Club V.R. : Klein
- 1996 : Cheyenne : Crazy man

### Scénariste
- 2004 : The Lost Angel
- 2016 : Kickboxer (Kickboxer: Vengeance) de John Stockwell (coécrit avec Jim McGrath)